# Daiwa Securities Group
Daiwa Securities Group Inc. est une entreprise japonaise qui fait partie de l'indice TOPIX 100.